# Pambolus similis
Pambolus similis är en stekelart som beskrevs av Sergey A. Belokobylskij 1992. Pambolus similis ingår i släktet Pambolus och familjen bracksteklar. Inga underarter finns listade i Catalogue of Life.